# Barbus bigornei
Barbus bigornei är en fiskart som beskrevs av Lévêque, Teugels och Thys van den Audenaerde, 1988. Barbus bigornei ingår i släktet Barbus och familjen karpfiskar. IUCN kategoriserar arten globalt som nära hotad. Inga underarter finns listade.